# (Are You) The One That I’ve Been Waiting For
(Are You) The One That I’ve Been Waiting For — второй сингл из альбома The Boatman’s Call австралийской группы Nick Cave and the Bad Seeds. Песня вышла в свет 19 мая 1997 года. На песню также был снят клип.

## История создания
Песня, подобно многим из альбома The Boatman’s Call, отображает личные отношения Ника Кейва и душевную тоску по временам, когда он занимался писательством. Эта песня в частности предполагалась быть либо любовной балладой, либо являться неким обращением к сыну Кейва Люку, или Пи Джей Харви, с кем Кейв имел достаточно краткосрочные отношения, предшествующие записи и выпуску альбома.
Строчка из песни «Был человек, который говорил чудесные вещи, / хотя я никогда не встречался с ним. / Он сказал „Ищите, и найдете, стучите, и отворят вам“.» является непрямой цитатой из Евангелия от Матфея («Просите, и дано будет вам, ищите, и найдете, стучите, и отворят вам. Ибо всякий просящий получает, и ищущий находит, и стучащему отворят.»).

## Список композиций
UK and Australian CD single (Liberation Records, D1626)
1. (Are You) The One That I’ve Been Waiting For? — 4:06
2. Come Into My Sleep — 3:48
3. Black Hair (Band Version) — 4:14
4. Babe, I Got You Bad — 3:49

UK 7" single (Mute Records, MUTE 206)
1. (Are You) The One That I’ve Been Waiting For? — 4:06
2. Come Into My Sleep — 3:48

## Клип
Прежде чем песня вышла в свет, было записано музыкальное видео для этой композиции. Клип показывает группу, исполняющую эту песню в маленьком церковном холле.